# Cloquet
Cloquet (wym. [kloʊˈkeɪ]) – miasto w Stanach Zjednoczonych, w stanie Minnesota w Hrabstwie Carlton. Według spisu z 2000 roku miasto zamieszkuje 11201 osób.
Miasto zostało założone jako wieś w 1884, status miasta ma od 1904. Jego burmistrzem jest Bruce Ahlgren. Jest położone nad rzeką Saint Louis. W 1918 było miejscem wielkiego pożaru który zabił 453 osoby.

## Geografia
Miasto zajmuje powierzchnię 93,2 km², z czego 91,3 km² stanowi ląd, a 1,9 km² (2,06%) stanowią wody.

## Demografia
Według spisu z 2000 roku miasto zamieszkuje 11201 osób skupionych w 4636 gospodarstwach domowych, tworzących 2967 rodzin. Gęstość zaludnienia wynosi 122,7 osoby/km². W mieście znajdują się 4805 budynki mieszkalne, a ich gęstość występowania wynosi 52,6 mieszkania/km². Miasto zamieszkuje 88,21% stanowią osoby rasy białej, 0,16% Afroamerykanie, 9,35% rdzenni Amerykanie, 1,75% ludność wywodząca się z dwóch lub więcej ras. Hiszpanie lub Latynosi stanowią 0,63%.
W mieście są 4636 gospodarstwa domowe, w których 30,8% stanowią dzieci poniżej 18 roku życia żyjących z rodzicami, 47,1% stanowią małżeństwa, 12,4% stanowią kobiety nie posiadające męża oraz 36,0% stanowią osoby samotne. 31,0% wszystkich gospodarstw domowych składa się z jednej osoby oraz 14,6% żyjących samotnie ma powyżej 65 roku życia. Średnia wielkość gospodarstwa domowego wynosi 2,38 osoby, natomiast rodziny 2,96 osoby.
Przedział wiekowy kształtuje się następująco: 25,6% stanowią osoby poniżej 18 roku życia, 8,5% stanowią osoby pomiędzy 18 a 24 rokiem życia, 27,5% stanowią osoby pomiędzy 25 a 44 rokiem życia, 21,4% stanowią osoby pomiędzy 45 a 64 rokiem życia oraz 16,8% stanowią osoby powyżej 65 roku życia. Średni wiek wynosi 38 lat. Na każde 100 kobiet przypada 89,9 mężczyzny. Na każde 100 kobiet powyżej 18 roku życia przypada 86,1 mężczyzny.
Średni dochód dla gospodarstwa domowego wynosi 35 675 dolarów, a dla rodziny wynosi 47 799 dolarów. Dochody mężczyzn wynoszą średnio 40 140 dolarów, a kobiet 26 144 dolarów. Średni dochód na osobę w mieście wynosi 17 812 dolarów. Około 7,7% rodzin i 9,9% populacji miasta żyje poniżej minimum socjalnego, z czego 9,7% jest poniżej 18 roku życia i 12,4% powyżej 65 roku życia.